# 堀井城跡ふれあい公園
堀井城跡ふれあい公園（ほりいじょうあとふれあいこうえん）は、兵庫県小野市河合西町字構46-1に所在し、中世の堀井城跡を利用して造られた公園。2020年（令和2年）4月1日開園。

## 概要

### 堀井城跡
堀井城は、四方に堀と土塁を巡らせた典型的な中世城館跡である。城主は不明で、一説に「掘井某」とされるが、室町時代に播磨国の守護職であった赤松氏の家臣が居住した城と考えられている。
敷地は東西160メートル、南北200メートルに広がる。竹やぶが茂って荒れていたため、地元の自治会が2016年（平成28年）に公園整備を小野市に要望。県のひょうご地域創生交付金から約8,400万円を受け、2018年（平成30年）度に約8,200万円をかけて着工。総事業費約3億3,200万円で約1万5,000平方メートルを整備した。

### ふれあい公園
世代や地域を超えた「憩い・集い・交流」することを目的として整備した歴史公園である。園内には400メートルの外堀園路と330メートルの城内園路があり、中世の歴史的な趣を感じながら、ウォーキングやジョギングにも活用できる。芝生の上にはグラウンドゴルフ8ホールを備え、土の多目的広場にも8ホールを取ることができ、天然芝のコースは傾斜やカーブがあって愛好家好みの設計となっている。芝生広場（グラウンドゴルフコース）は、2020年8月から使用を開始し、芝生保護のため月曜日（祝日の場合は翌日）を使用を禁止している。休園日はなく、入園料も無料である。

## 施設
- 芝生広場（グラウンドゴルフコース）8ホール（天然芝）
- 多目的広場2,080平方メートル
- 城内園路330メートル
- 外堀園路400メートル
- 休憩所2か所
- トイレ倉庫棟（多目的トイレあり）
- 駐車場50台（うち身体障害者用2台）

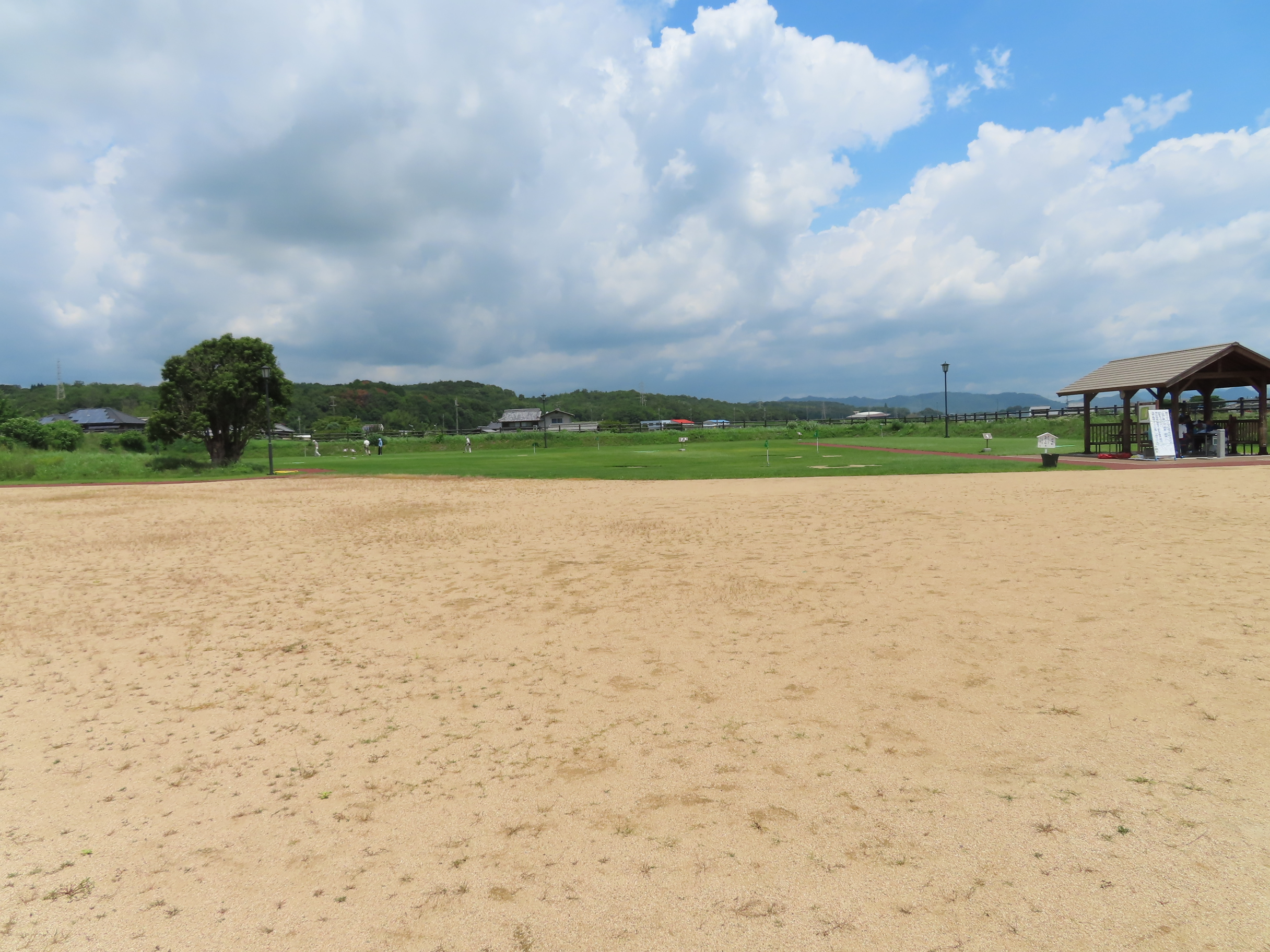
園内。手前が多目的広場、奥が芝生広場となっている。
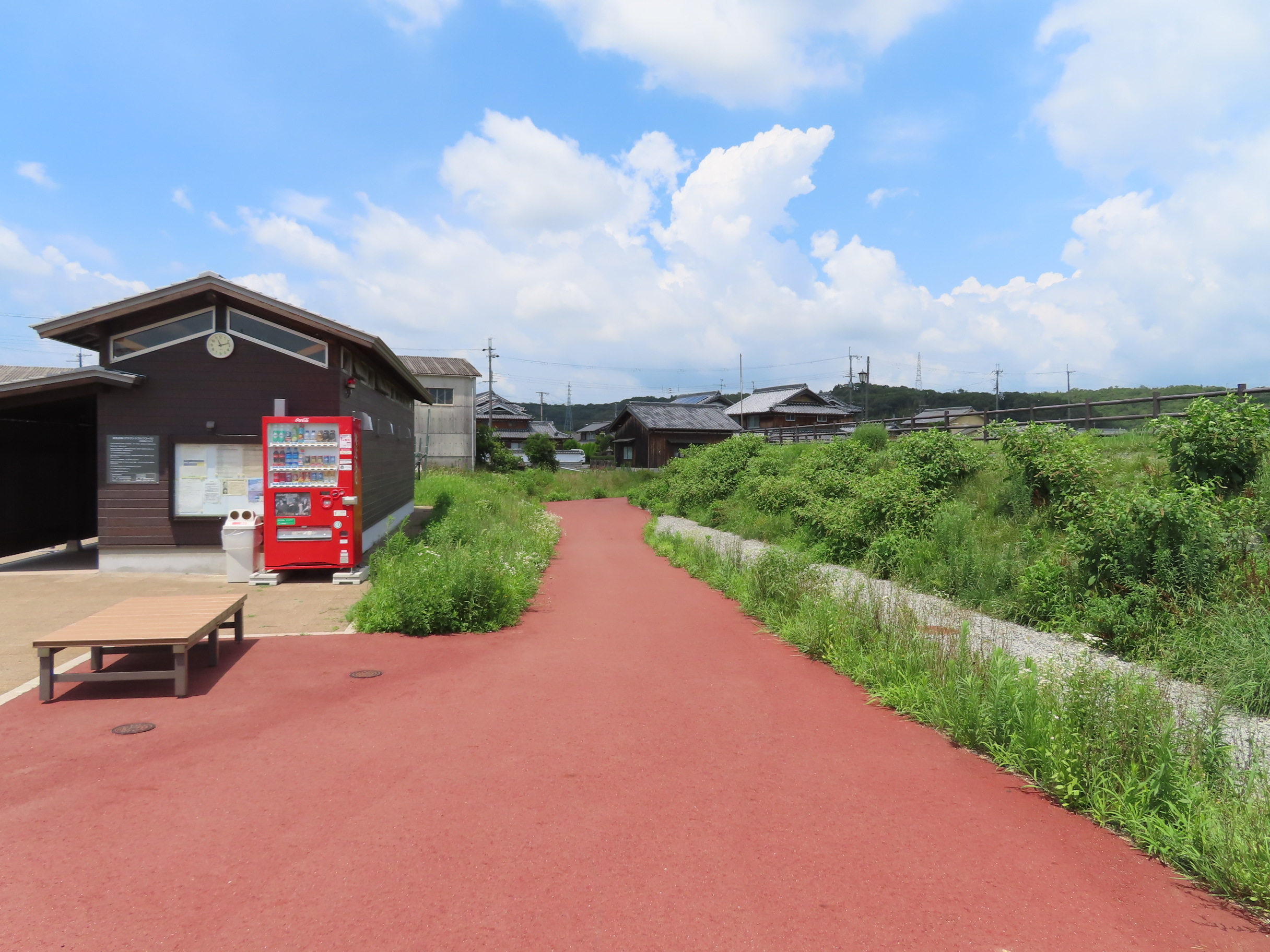
外堀園路。左側にはトイレ倉庫棟が写る。
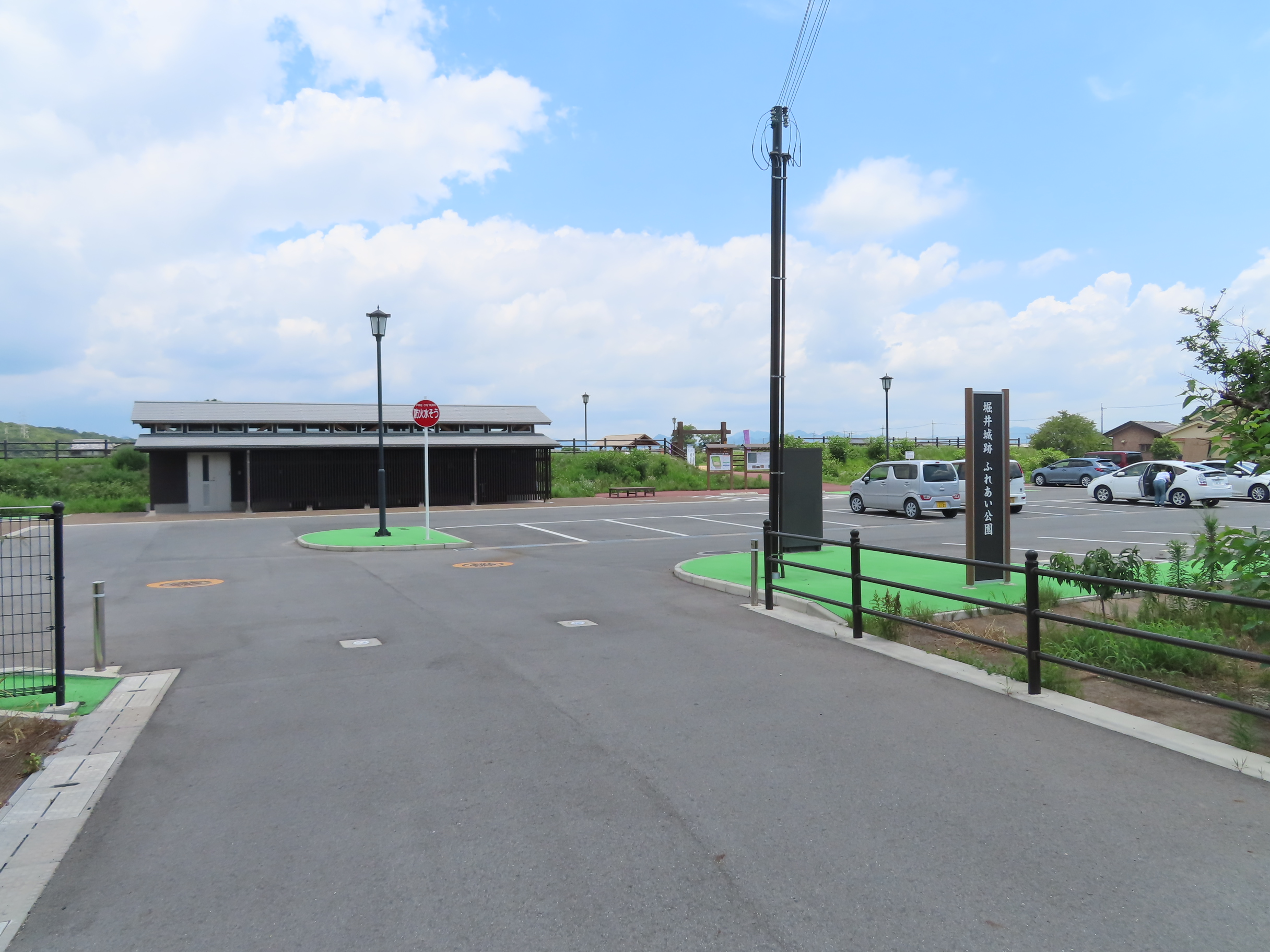
駐車場。

## 利用方法
予約は原則的に不要だが、20人以上の場合は小野八ケ池自然公園管理事務所（小野市河合中町942）に申請書を利用日の7日前までに提出する。受付開始日は、小野市内在住者が利用を希望する日の前月1日からで、小野市外在住者は利用希望日の前月15日からとなっている。利用時間は午前8時～正午と午後1～5時の2区分がある。

## 注意事項
- 火気の使用、喫煙はご遠慮ください。
- 二輪車は駐輪場にとめてください。
- ゴミは各自で持ち帰ってください。
- ペットの同伴はご遠慮ください。
- 貴重品は各自で保管してください。
- 事故、盗難、トラブルについては一切責任を負いかねます。
- ドローンやラジコン玩具の使用はできません。
- ゴルフの練習はご遠慮ください。
- グラウンドゴルフコース内での飲食はご遠慮ください。
- マナーを守り、譲り合ってご利用ください。

## 所在地
兵庫県小野市河合西町字構46-1

## アクセス
- JR加古川線河合西駅徒歩約15分
- 神戸電鉄粟生線粟生駅から自動車約10分
- 中国自動車道滝野社ICから南へ約20分
- 山陽自動車道三木小野ICから北へ約30分

## 周辺史跡・寺社
- 小野陣屋跡
- 金鑵城跡（金鑵城遺跡広場）
- 河合城跡
- 河合館跡
- 河合西廃寺跡
- 河合廃寺跡
- 小堀城跡
- 広渡廃寺跡（国史跡広渡廃寺跡歴史公園）
- 浄土寺（新西国三十三箇所観音霊場）
- 鈴之宮神社
- 近津神社
- 萬福寺
- 若一神社

## 周辺施設
- 粟生こども園
- あお陶遊館アルテ
- 青野原駐屯地
- おの桜づつみ回廊
- 小野子午線公園
- 小野市立小野特別支援学校
- 小野市立河合小学校
- 小野市立河合中学校
- ひまわりの丘公園
- 鴨池公園
- 河合運動広場
- かわい快適の森
- 亀鶴保育所
- 共進牧場
- 鍬渓温泉
- 中央保育所
- 白雲谷温泉ゆぴか
- 平池公園
- ホテルルートイン小野

## 周辺道路
- 国道175号